# Тет-беш

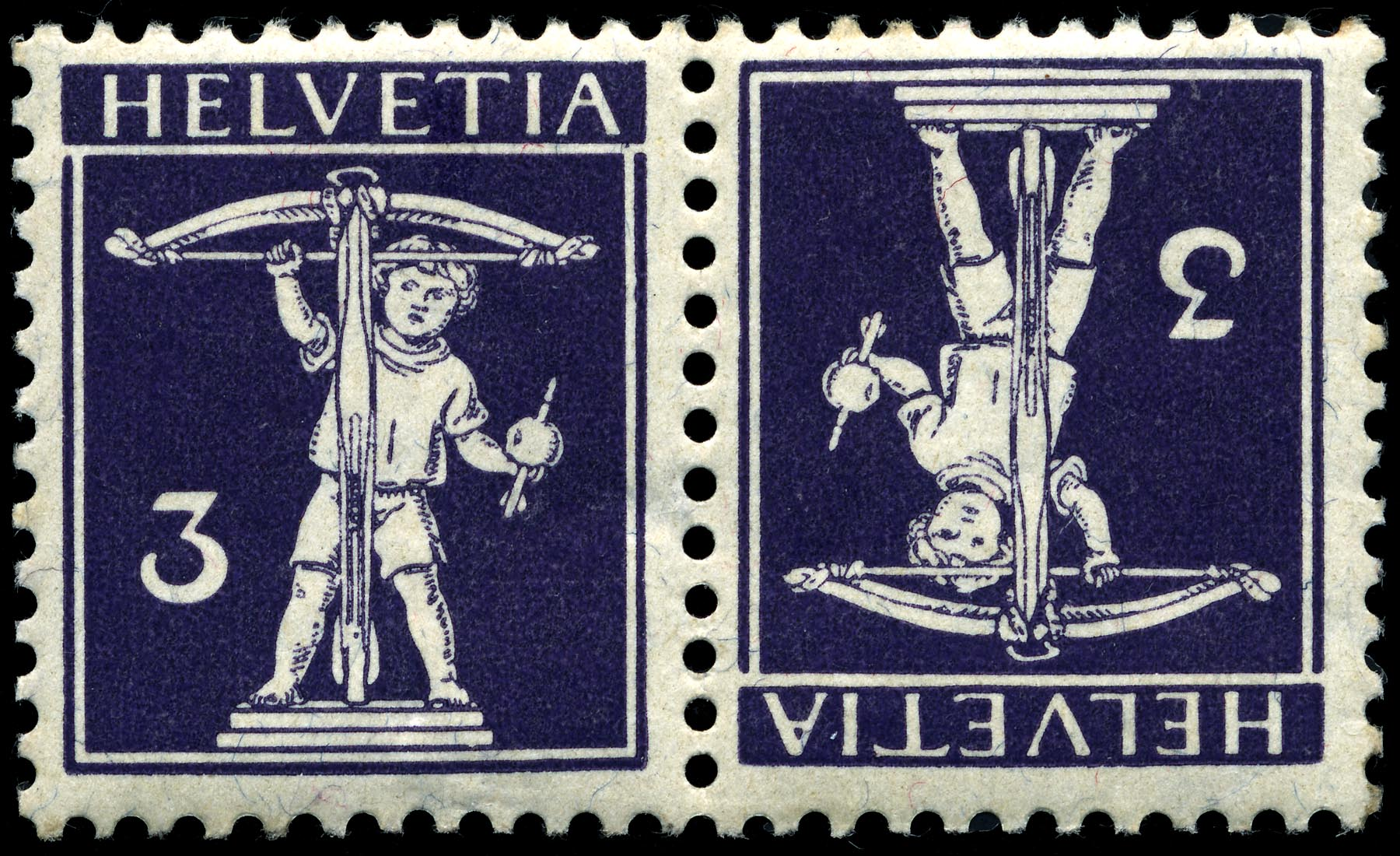
Тет-беш марок Швейцарії "Син Вільгельма Теля " (1910) зустрічається відносно часто

Тет-беш, або Тетбеш (фр. tête-bêche — «валетом», буквально «голова до ніг»), — у філателії пари, одна з марок якої знаходиться в перевернутому положенні щодо іншої, навмисне або випадково.

## Опис

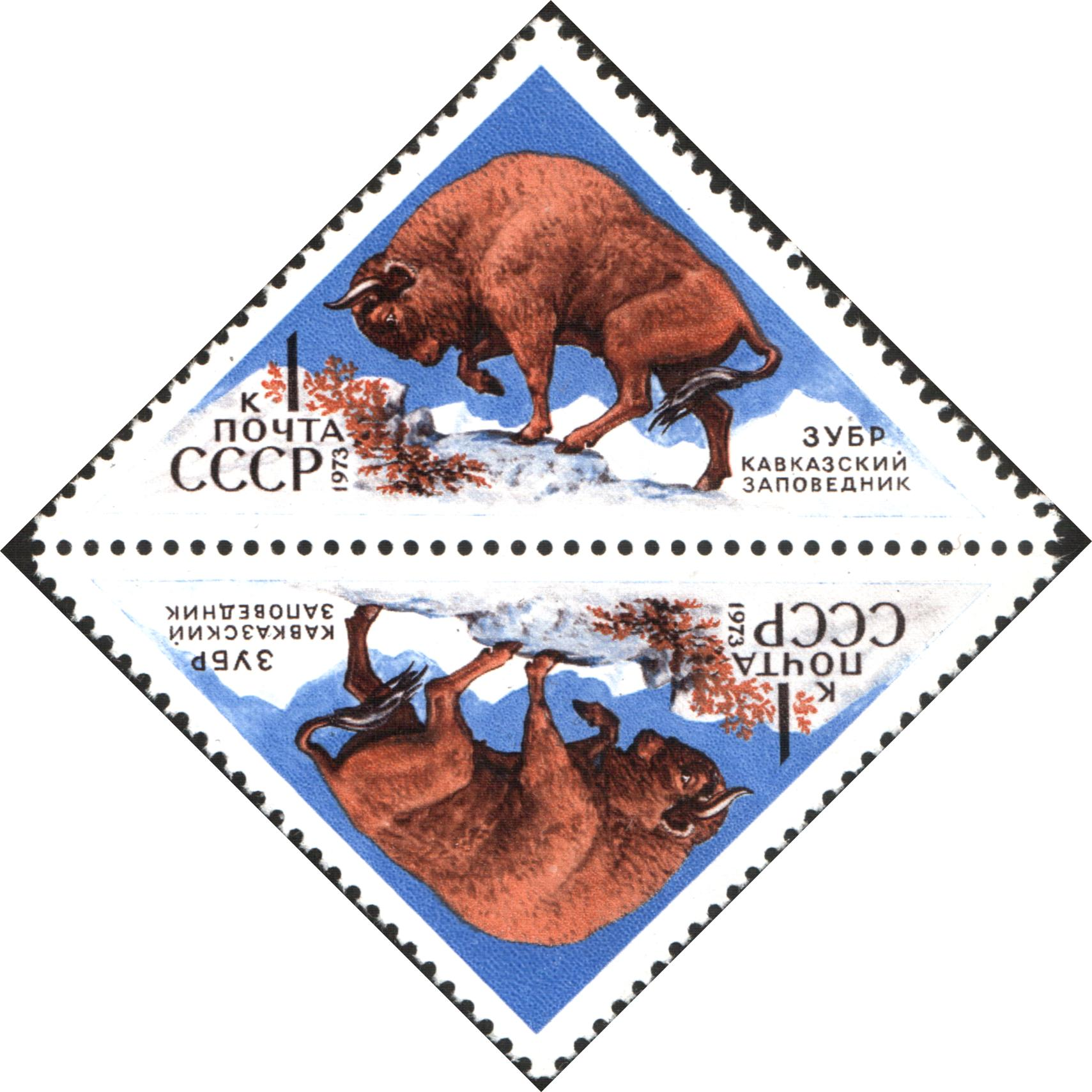
Тет-беш марок трикутних марок СРСР (1973)

Подібно до будь-якого зчеплення двох марок, зчеплення тет-беш може бути або вертикальним, або горизонтальним. У разі марок трикутної форми, починаючи з перших трикутних марок Капської колонії, вони неминуче виявляються зчепленими в перевернутому положенні одна одної. До появи подібних зчіпок призводять, як правило, механічні помилки при виготовленні марок, але в більшості випадків вони випускаються спеціально для цілей колекціонування. Існує також не всіма визнана легенда, що розділяється, що спочатку тет-беш був винайдений і в 1860-х роках запропонований французькою поштою гравером Анатолем Юло як спосіб ускладнити підробку поштових марок.
У процесі друкування маркових буклетів листи марок зазвичай розташовуються по кілька штук на одній більшій друкованій формі. Це може призвести до появи зчіпок тет-беш. Як правило, такі зчіпки не потрапляють у поштову систему, оскільки перед брошуруванням у буклет вони нарізаються на окремі буклетні листи. Так, аркуш із 24 англійських стандартних марок номіналом у 5 пенсів серії «Машен», який мав розрізатися на чотири буклетні аркуші, містить чотири зчіпки тет-беш. Лист продавався в 1970 році у звичайному порядку англійським поштовим відомством, і його можна знайти, наприклад, у колекції члена Консультативного комітету з поштових марок Великобританії Тоні Вокера.
Тет-беш утворюють усі поштові марки, що випускаються у формі трикутника.

## Приклади

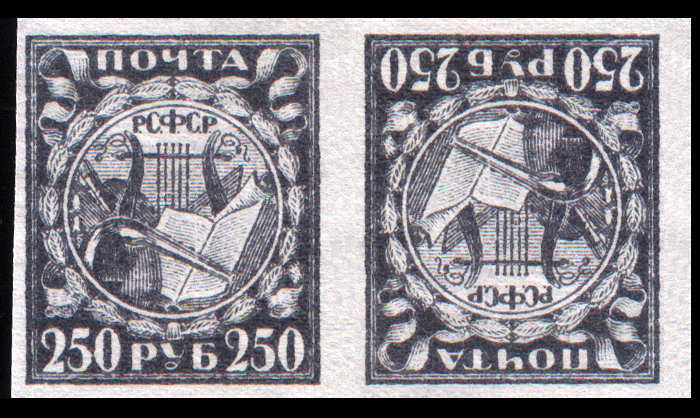
Поштова марка другого стандартного випуску РРФСР (тет-беш), 1921, 250 рублів (ЦФА [АТ «Марка»] # 10; Sc # 183)

- Тет-беш «Ін песо»[en] — єдиний відомий випадок інвертованої помилки[en] поштової марки Barquitos, випущеної незалежною державою Буенос-Айреса[en]. Ця вертикальна пара тет-беш була продана на аукціоні 2008 року за $575,000.[5]
- У Росії її перший тет-беш було випущено у вересні 1921 року. Це марка другого стандартного випуску РРФСР «Емблеми культури та мистецтва» номіналом 250 рублів.